# إيمي ويب
إيمي ويب (بالإنجليزية: Amy Webb)‏ هي كاتِبة أمريكية، ولدت في 1977 في شيكاغو في الولايات المتحدة.